# گمینا ونگلینگتس
گمینا ونگلینگتس (به لهستانی:  Gmina Węgliniec) یک گمینا در لهستان است که در شهرستان زگوژلتس واقع شده‌است. گمینا ونگلینگتس ۳۳۸٫۴۴ کیلومتر مربع مساحت و ۸٬۷۷۵ نفر جمعیت دارد.